# Monte Iliamna
El monte Iliamna es un estratovolcán cubierto de glaciares en la Cordillera Aleutiana, en gran parte volcánica, en el suroeste de Alaska. Ubicado en la subcordillera de las montañas Chigmit en el parque nacional y reserva del lago Clark, el volcán se encuentra aproximadamente a 215 km al suroeste de Anchorage en el lado oeste de la parte baja del Cook Inlet. La actividad eruptiva holocena de Iliamna es poco conocida, pero la datación por radiocarbono parece indicar al menos algunas erupciones, todas antes del asentamiento europeo de Alaska. Sin embargo, las fumarolas situadas a aproximadamente 2740 m de elevación en el flanco oriental producen columnas casi constantes de vapor y pequeñas cantidades de gases sulfurosos. Estas plumas son bastante vigorosas y han dado lugar a numerosos informes piloto y los primeros relatos históricos de "erupciones" en el monte Iliamna.